# Nik Marinšek
Nik Marinšek (* 17. Februar 1999 in Celje) ist ein slowenischer Fußballspieler.

## Karriere
Marinšek begann seine Karriere beim ND Dravinja. Zur Saison 2016/17 wechselte er zum NK Aluminij. Bei Aluminij rückte er in der Winterpause 2017/18 in den Profikader und debütierte anschließend im Februar 2018 gegen den NK Ankaran in der 1. SNL. Bis zum Ende der Spielzeit kam er zu zwölf Erstligaeinsätzen. In der Saison 2018/19 absolvierte er 21 Erstligaspiele. In der Saison 2019/20 kam er zu 19 Einsätzen im Oberhaus. In der Saison 2020/21 absolvierte er 13 Partien in der 1. SNL, zudem spielte er als Kooperationsspieler dreimal für den NK Šmartno in der 2. SNL. In der Saison 2021/22 kam er zu 32 Einsätzen für Aluminij, das zu Saisonende aber aus dem Oberhaus abstieg. In der Saison 2022/23 erzielte der Mittelfeldspieler dann in der zweiten Liga in 29 Saisonspielen 21 Tore und war damit zweitbester Torschütze der Liga, mit Aluminij stieg er nach gewonnener Relegation gegen den ND Gorica, wobei er beim 4:2-Gesamtsieg zwei Tore beisteuerte, direkt wieder in die 1. SNL auf.
Nach dem Aufstieg wechselte Marinšek zur Saison 2023/24 allerdings zum österreichischen Zweitligisten SV Ried, bei dem er einen bis Juni 2025 laufenden Vertrag erhielt. Für Ried kam er zu 46 Einsätzen in der 2. Liga, in denen er fünfmal traf. 2025 stieg er mit dem Verein in die Bundesliga auf, woraufhin er Ried verließ.
Zur Saison 2025/26 wechselte Marinšek anschließend zu Zweitligist SK Austria Klagenfurt.